# Млинівський парк

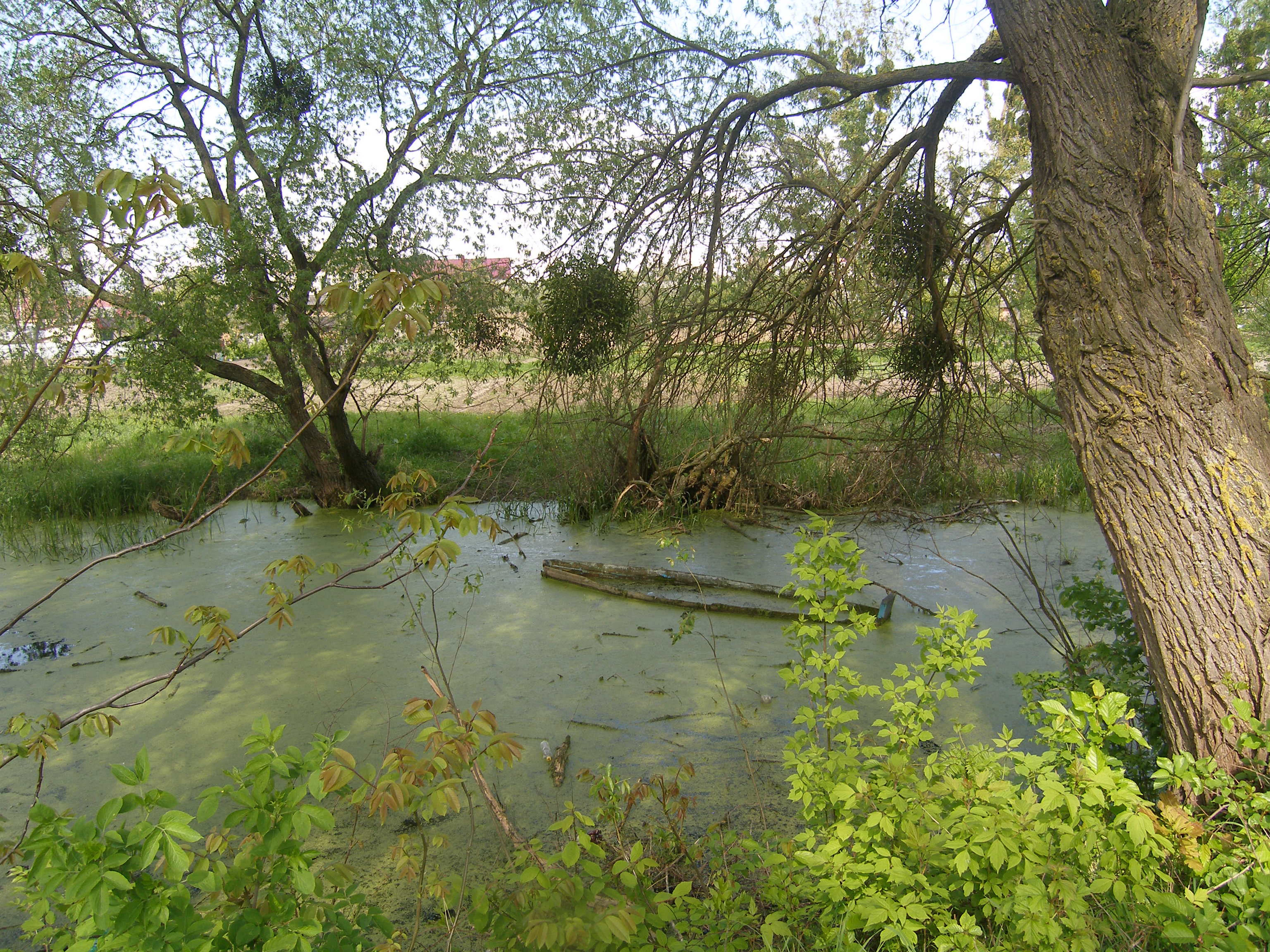
Біля Млинівського парку

Млинівський парк — парк-пам'ятка садово-паркового мистецтва місцевого значення в Україні. Об'єкт природно-заповідного фонду Рівненської області. 
Розташований у межах Дубенського району Рівненської області, в південній частині селища Млинів. 
Площа 25 га. Статус надано згідно з рішенням обласної ради від 13.10.1993 року № 213. Перебуває у віданні Млинівської селищної громади. 
Статус надано з метою збереження парку, заснованого в кінці XVIII ст. Збереглися вікові візновидні дерева та кущі.

## Галерея

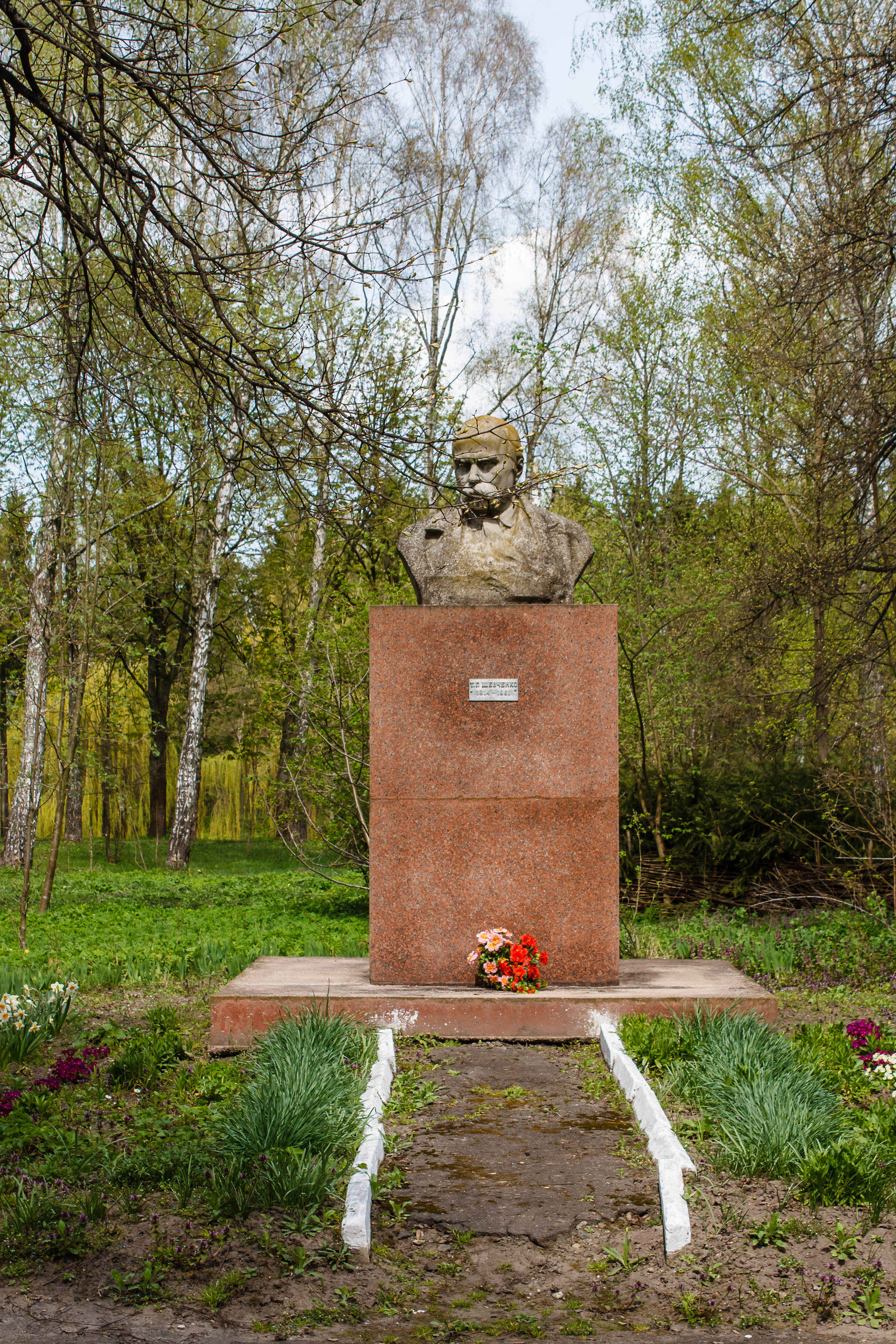
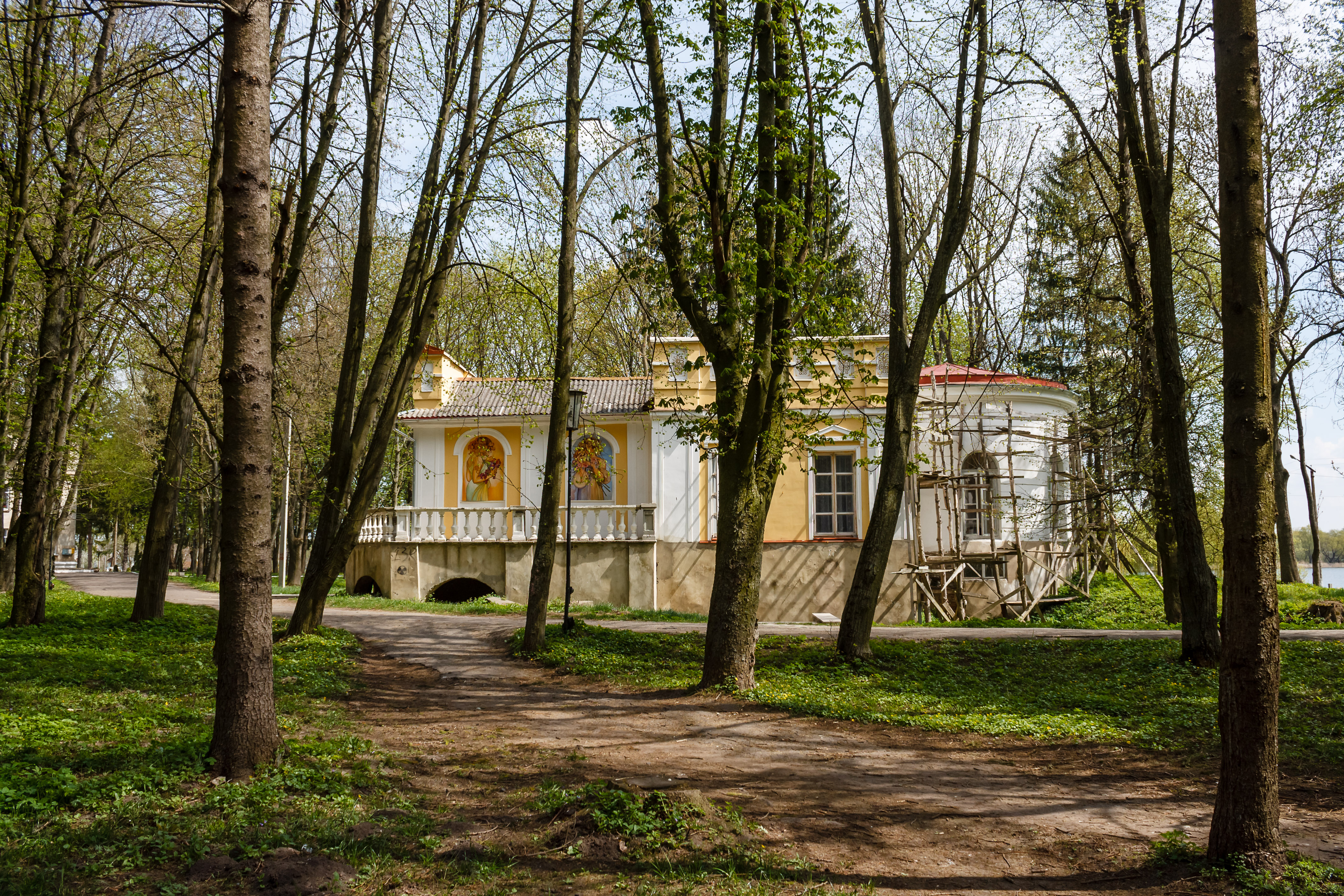
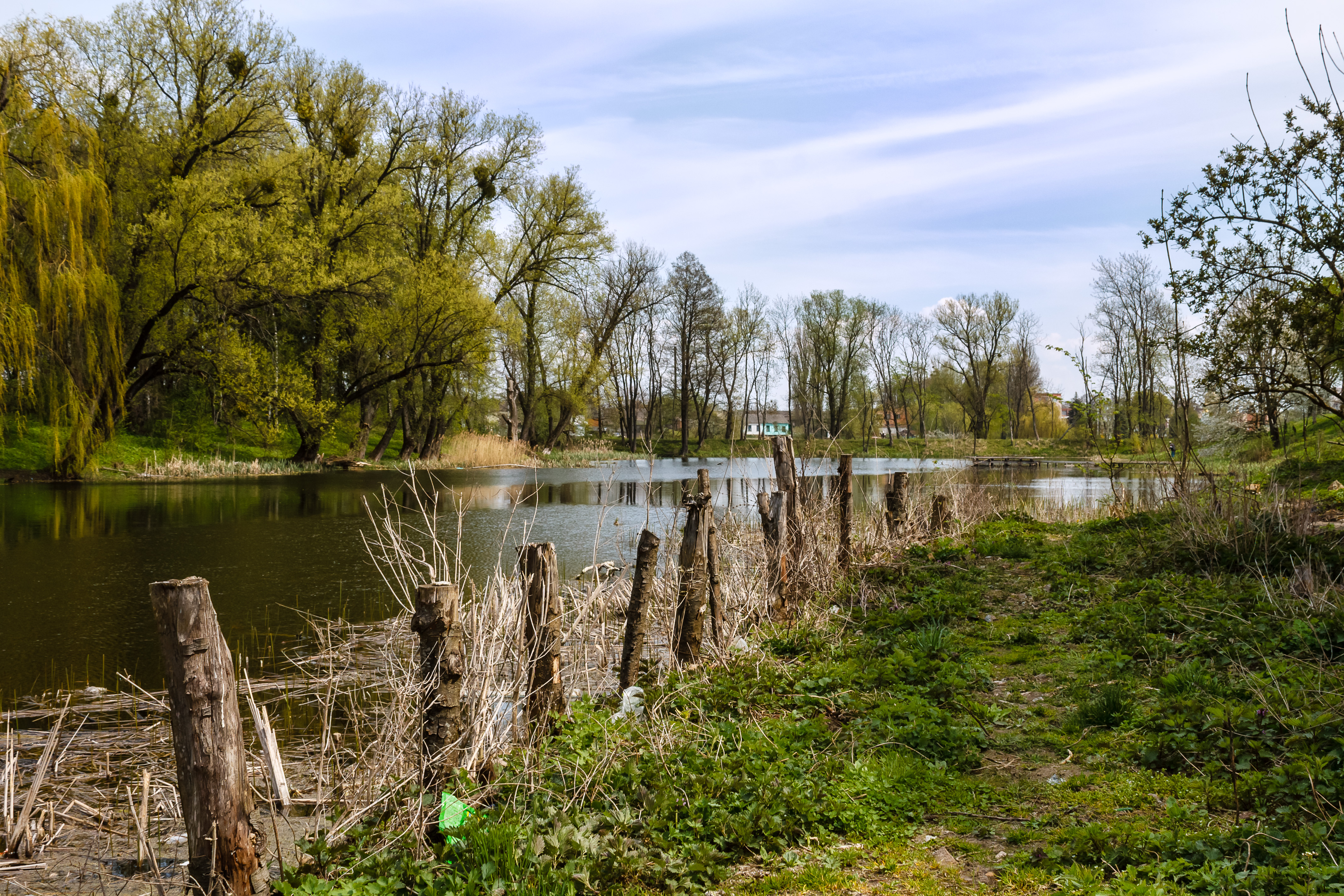
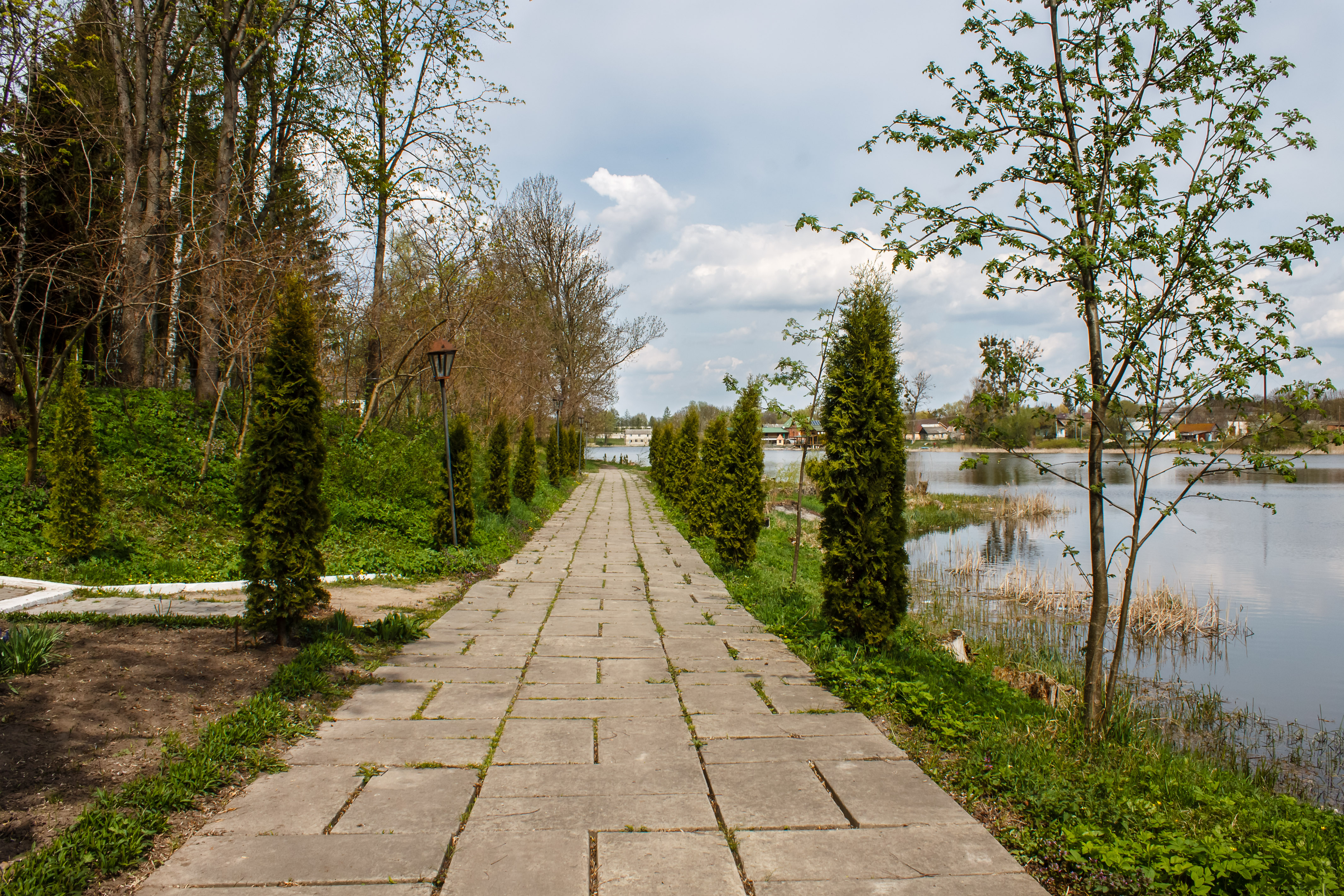
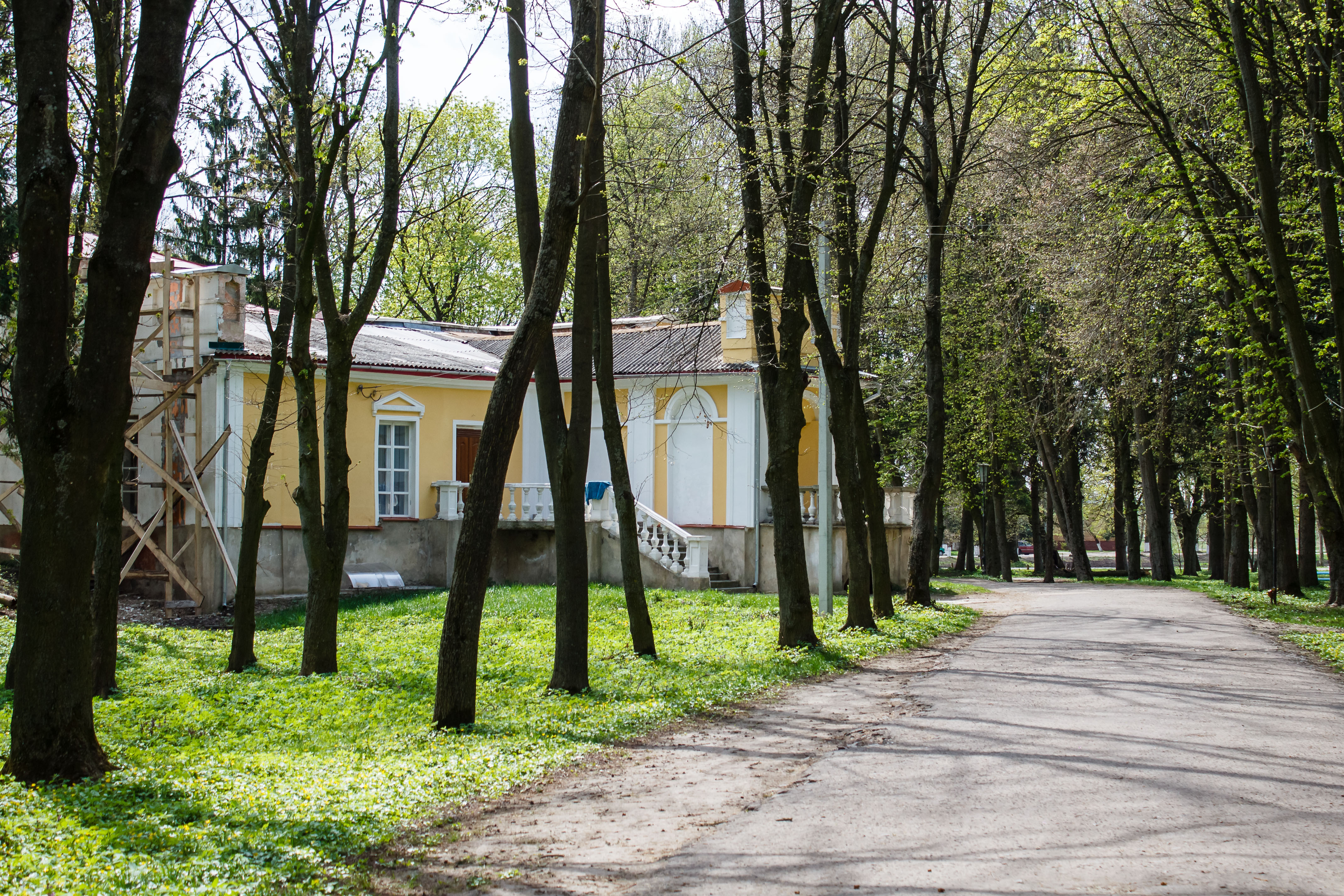
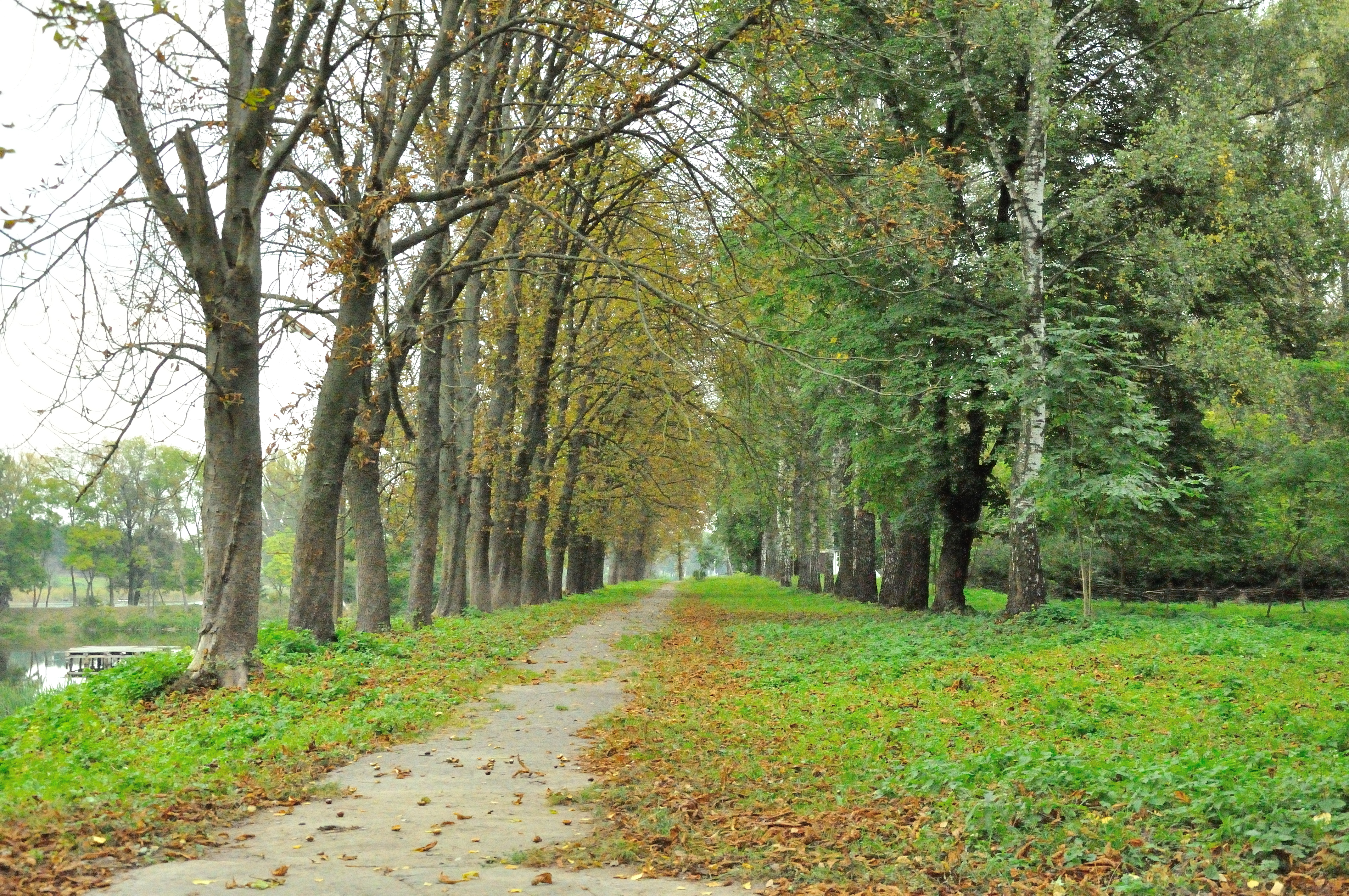
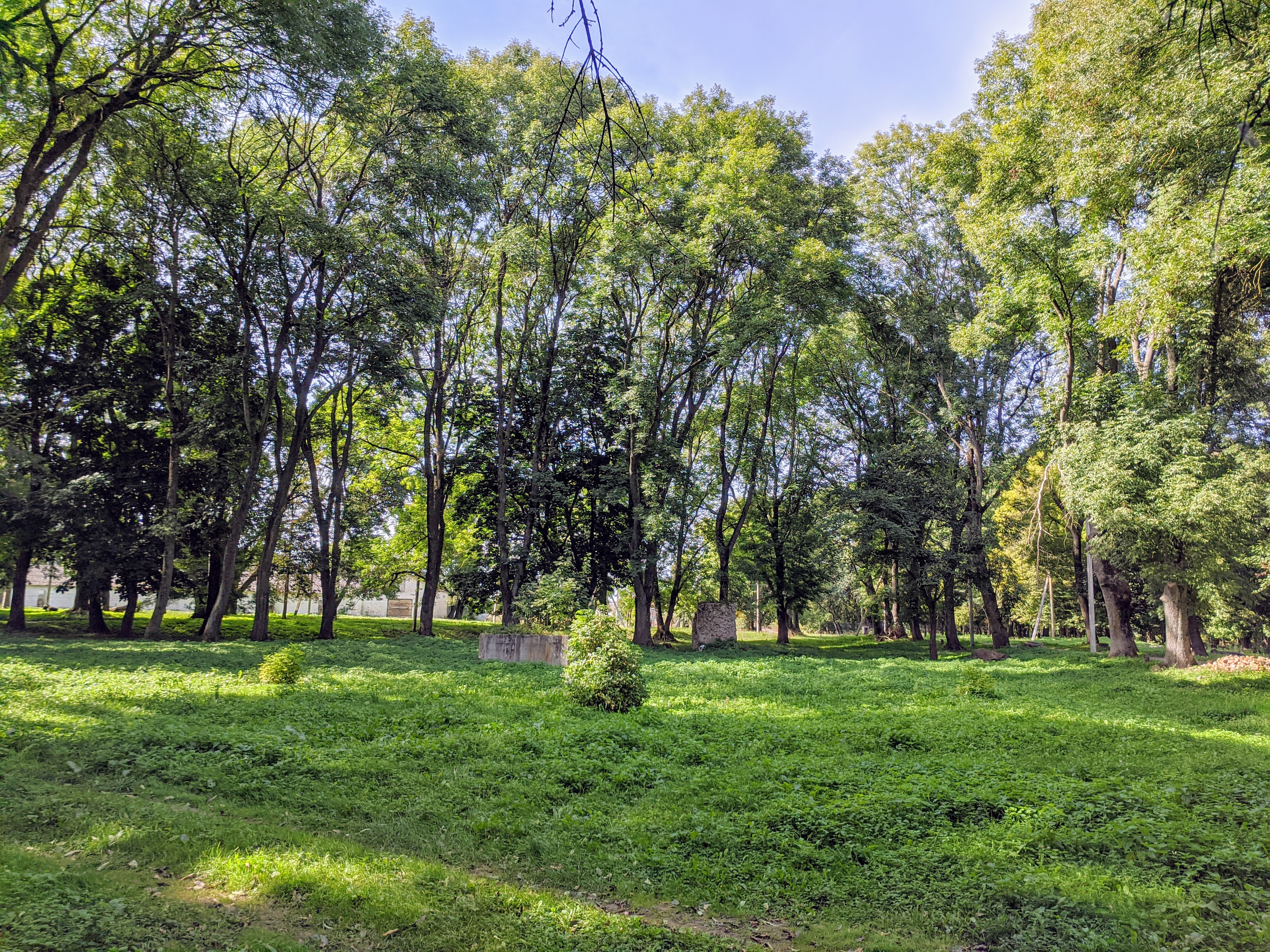
Парк, 2020 рік
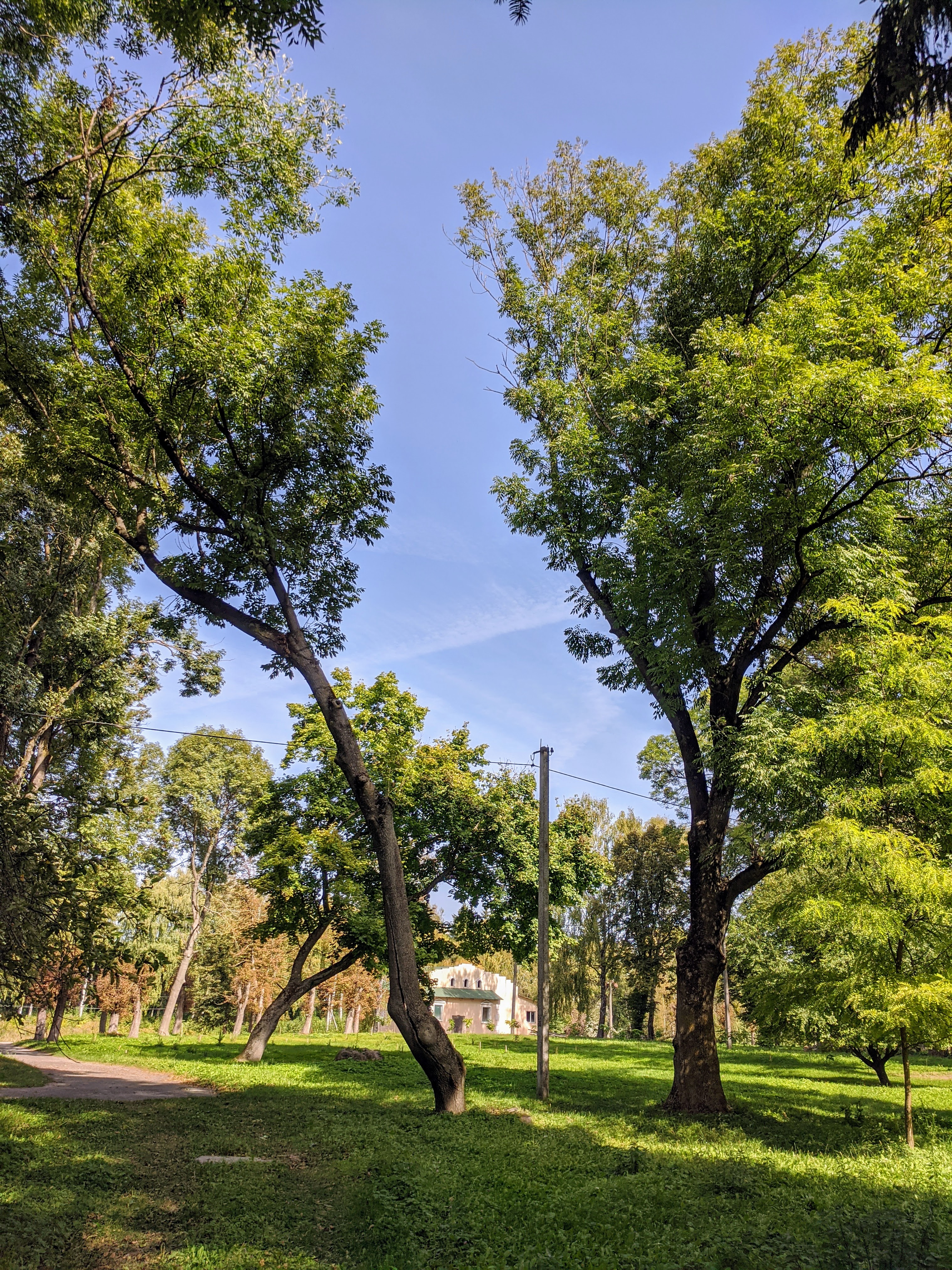
Парк, 2020 рік